# Rödblära
Rödblära (Silene dioica (L.) Clairv.) är en ört i familjen nejlikväxter.

## Beskrivning
Rödblära är en flerårig, stundom bara tvåårig växt. Blad och stjälkar är mjukhåriga med en aning klibbiga körtelhår, sällan kal ört. Den blir upp till 80 cm hög.
Den är tvåbyggare, men det kan förekomma att både hanblommor och honblommor finns på samma planta.
Bladen är 3 … 8 cm långa, lansettlika, elliptiska eller äggrunda med rak kant. De nedre bladen sitter på korta skaft; de upptill är oskaftade.

Tvåsidigt knippe

Blommorna är 18 … 25 mm i diameter och sitter i greniga toppställda knippen. Fodret har otydliga nerver och är hos honblommorna något uppblåst, medan hanblommorna har ganska smalt foder. Kronbladen är purpurröda, sällan rosa eller vita; de är fem till antalet, men så djupt kluvna i spetsen att de nästan kan tas för tio. Blomman har tydliga bikronefjäll.
Fodret är 10 … 15 mm långt med 10 nerver på hanblomman, och 20 på honblomman.
Hanblomman har 10 ståndare, honblomman har 5 pistiller.
Blommar från senvåren till slutet på sommaren. En andra blomning kan komma på hösten. Förädlade kultursorter kan ha andra blomningstider.
Blommorna är luktlösa och sluter sig på natten.
Humlor har för kort tunga för att framifrån nå den djupt sittande nektarn. De biter därför hål i fodret för att den vägen komma åt nektar. Men därvid kommer de inte förbi några fertila delar i blomman, och pollinering uteblir. Pollineringen sköts därför av andra insekter, framför allt av dagfjärilar.
Frukten är en brungul kapsel, ungefär lika lång som fodret. Innerdiametern är 15 mm. När frukten är mogen öppnar den sig med 10 flikar. Kapseln innehåller många gråsvarta frön, som sprids med vinden. Eftersom rödblära ofta växer i närheten av vattendrag hamnar ibland frön i rinnande vatten, som kan bidra till spridning till strandkanter.
Roten med många sidorötter tränger en halv meter ned i marken.
Arten är mångformig och flera varieteter finns beskrivna:
| Svenskt namn    | Vetenskapligt namn                                      | Särdrag                                                                       |
| --------------- | ------------------------------------------------------- | ----------------------------------------------------------------------------- |
|                 |                                                         |                                                                               |
|                 | Lychnis dioica ssp. rubra Weigel, 1769                  | Synonym Silene dioica ssp. dioica                                             |
|                 | Lychnis dioica var. rubra Weigel                        |                                                                               |
|                 | Melandrium dioicum ssp. rubrum (Weigel) D.Löve, 1944    |                                                                               |
|                 | Melandrium pratense var. crassifolium Lange             | Synonym Silene dioica ssp. dioica                                             |
|                 | Melandrium pratense var. paui Lomax                     |                                                                               |
| Vanlig rödblära | Silene dioica var. dioica                               | Har blad som är elliptiska och håriga                                         |
|                 | Silene dioica var. foetida (Schkuhr) Santa, 1973        |                                                                               |
| Dvärgrödblära   | Silene dioica var. serpentinicola (Rune) Ericsson, 1985 | Bladen är smalt lansettlika och håriga                                        |
| Kal rödblära    | Silene dioica var. smithii (Rune) Ericsson, 1985        | Har lansettlika, kala blad                                                    |
|                 | Silene dioica ssp. zetlandica (Compton) Clapham, 1962   |                                                                               |
|                 | Silene dioica var. zetlandica (Compton) Kerguélen, 1998 | En robust kustform, med hårigare, elliptiska blad och större blommor än typen |
|                 | Silene dioica var. zetlandica (Compton) P.D.Sell, 2018  | Isonym                                                                        |

Kromosomtalet 2n = 24 eller 48

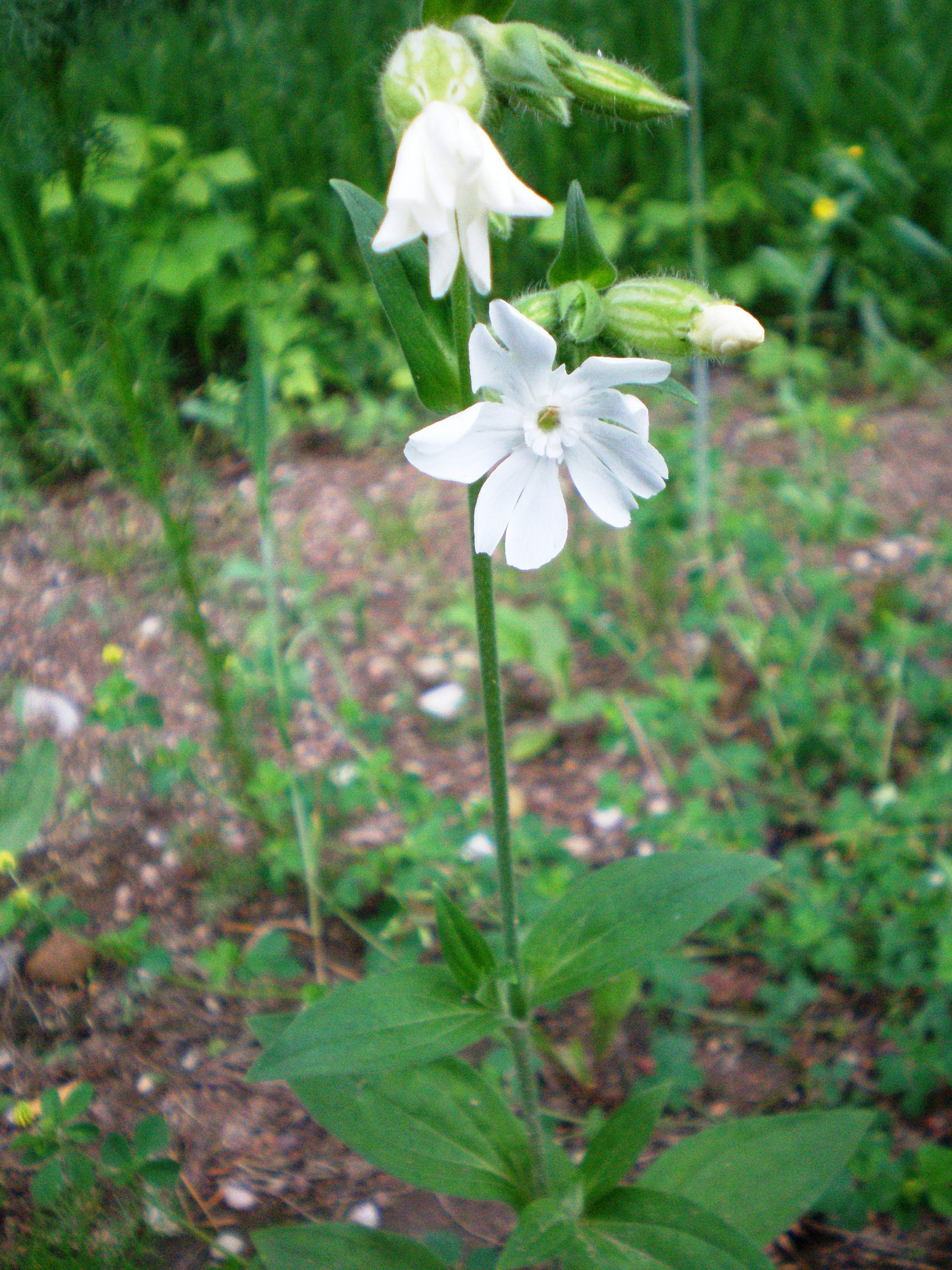
Vitblära

Rödbläran är nära släkt med vitblära, Silene latifolia, och där arterna möts uppstår lätt hybriden Silene × hampeana Meusel & K.Werner, 1976 = Silene latifolia ssp. alba (Miller) Greuter & Burdet × Silene dioica med ljusrosa blommor.

## Habitat
Rödblära förekommer i större delen av Europa och i Nordafrika, men i de sydligaste delarna av Balkan saknas rödblära så gott som helt.
I Alperna når rödblära 2 400 m ö h. I Jotunheimen i Norge 1 780 m ö h.
I Sverige är rödblära vanlig i nästan hela landet.
Arterna  Dvärgrödblära och Kal rödblära är sällsynta, och förekommer bara på serpentinberg i de södra fjälltrakterna i Sverige.
Rödblära är naturaliserad på många håll i världen.

## Biotop
Fuktiga marker såsom vid kärrkanter, intill källor och vid stränder samt på klippor. Gärna halvskuggiga lägen. Kalkgynnad. pH =  6,1 … 7,8.

## Etymologi
- Det finns flera teoretiska förklaringar av släktets namn Silene:

1. Från den grekiska mytologin:
Σειληνός (Silenos), superiets och fylleriets satyr (latín Silenus) som var fosterfar till vinguden Διόνυσος (Dionysos). Hur det skulle associeras med rödblära är svårförståeligt.
2. Grekiska selas = glans, alternativt selene = måne, vilket antagits syfta på att många av arterna i släktet är nattblommande (öppnar sig i skymningen). Månen förknippas mest med natten, trots att den astronomiskt faktiskt ofta visar sig dagstid. Skulle dock kunna vara en symbol för natt, då rödblära "går till sängs".
3. Grekiska sialon = saliv, därav Silenus, alkoholiserad fosterfar till vinguden Bacchus (Romerska rikets motsvarighet till Dionysos) som lär ha varit täckt av slem, liknande körtelhårens klibbiga utsöndringar på många av släktets arter.
Slutsaten blir, att vi i dag helt enkelt inte vet, hur de botaniker, som myntade det vetenskapliga namnet tänkte.
- Artepitetet Dioica (två hus på grekiska) syftar på att rödblära är tvåbyggare; di = 2. Eftersom det dock kan förekomma fall med både hanblommor och honblommor på samma planta, är i sträng mening beteckningen dioica oegentlig.

## Innehållsämnen
Triterpensaponine. Förefaller finnas ett flertal isomerer med många synonyma namn. Ett av dessa ämnen kallas alfa-hederin, C41H66O12.

## Användning
Enligt folkmedicinen kan krossade rödblärafrön användas för behandling av ormbett.

## Bygdemål
| Namn      | Trakt | Referens |
| --------- | ----- | -------- |
|           |       |          |
| Skogslyse |       | [ 3 ]    |
| Skogslyst |       | [ 3 ]    |

## Bilder

För förstoring vänsterklicka på bilden. Upprepa för att öka förstoringsgraden.
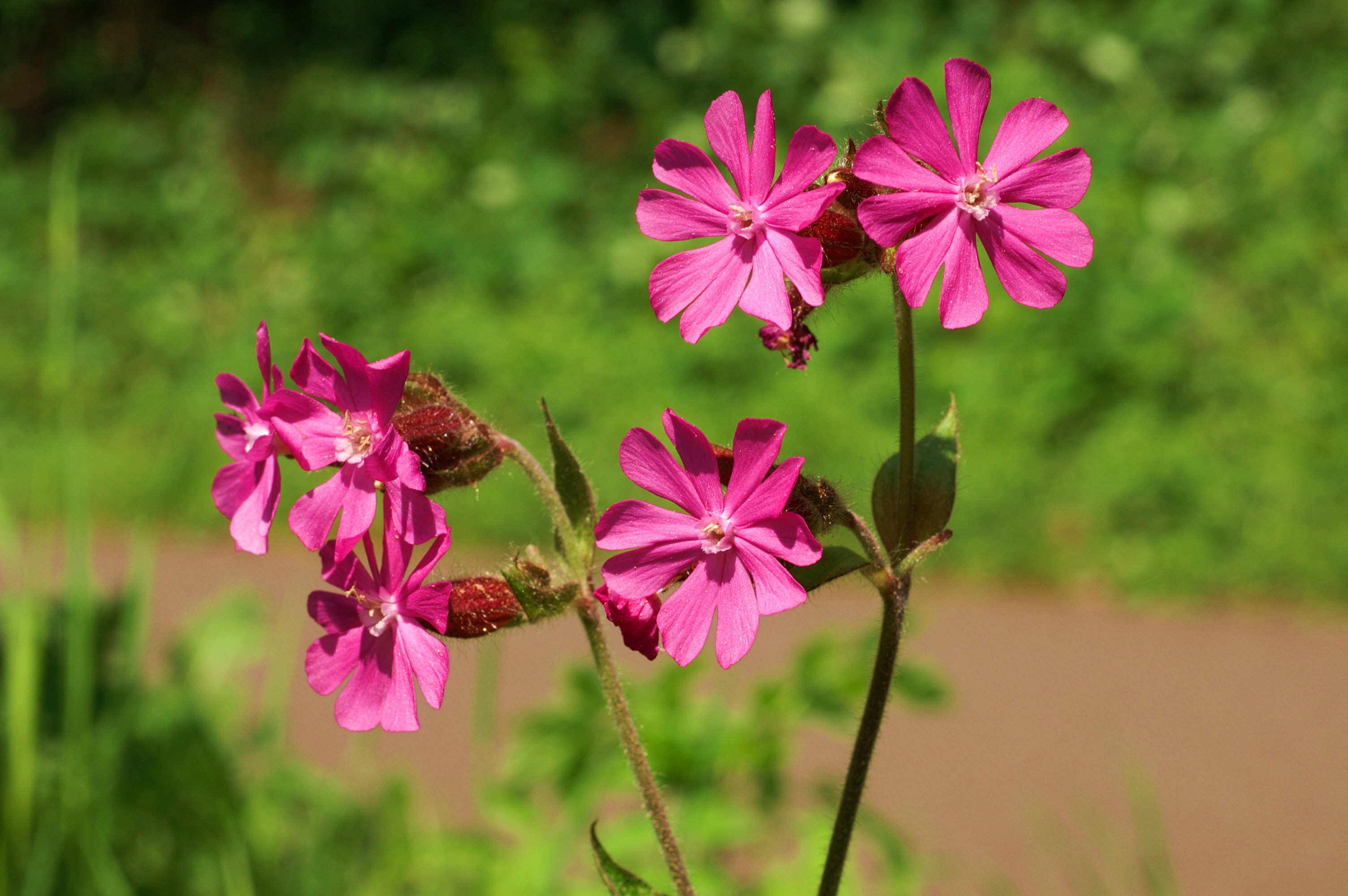
Hanblomma Bikronan syns som en liten ring i mitten av blomman
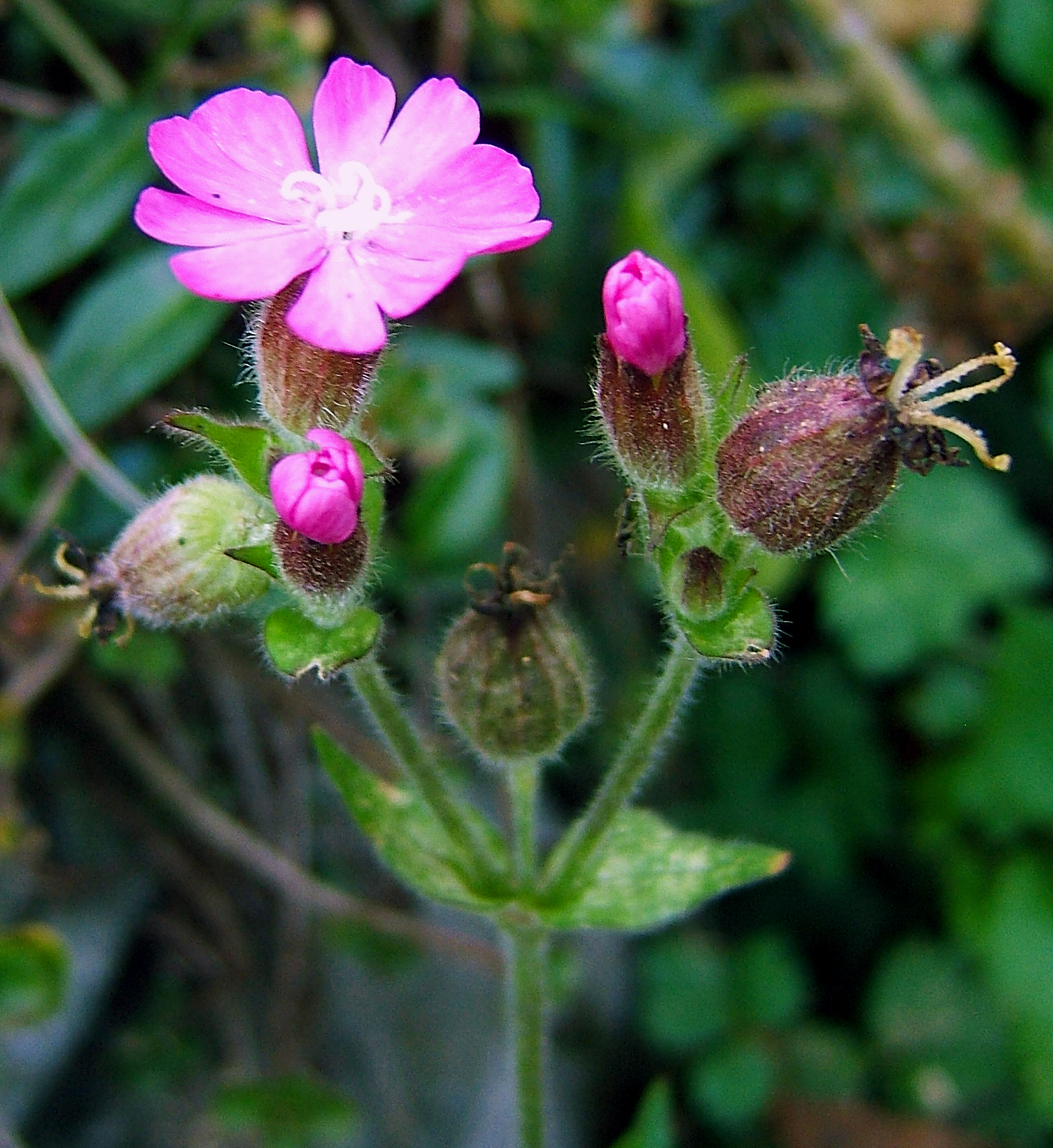
Honblomma Lägg märke till blomformen tvåsidigt knippe
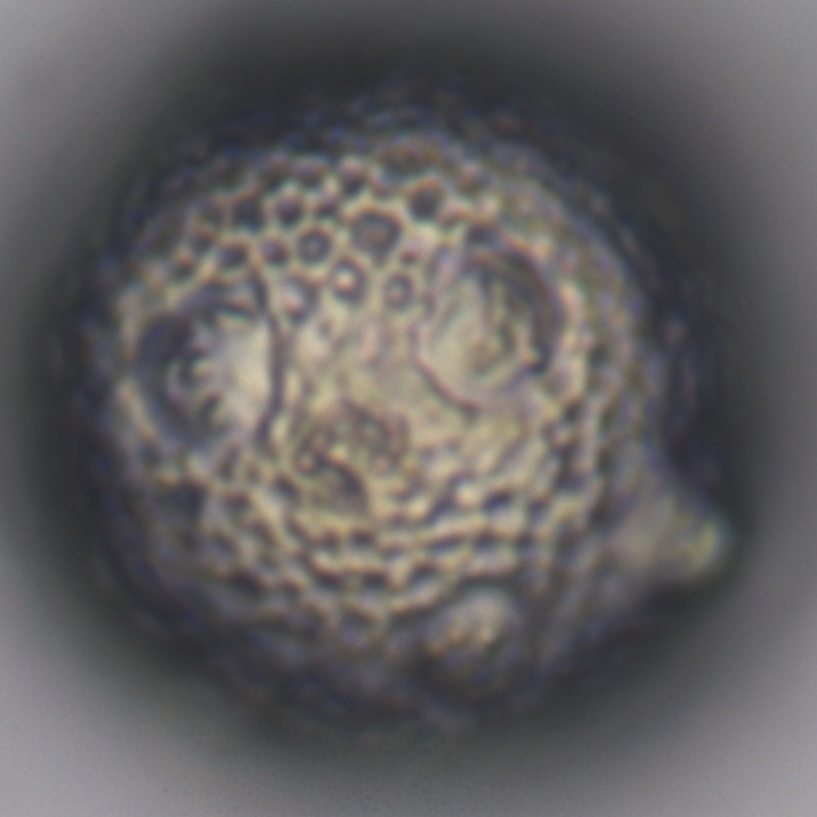
Pollenkorn Förstoring 400 ×
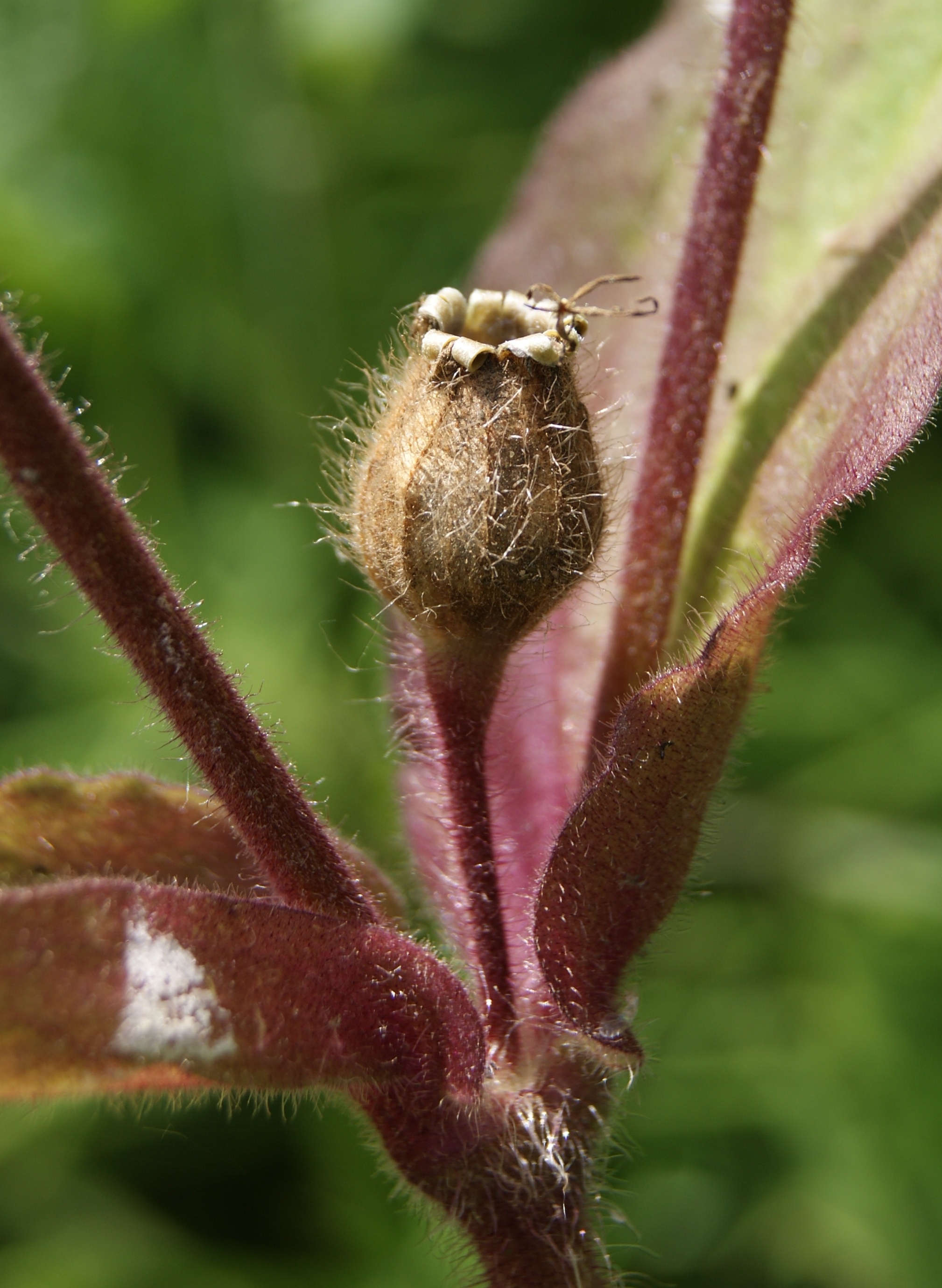
En mogen frukt på väg att öppna sig Lägg märke till alla håren
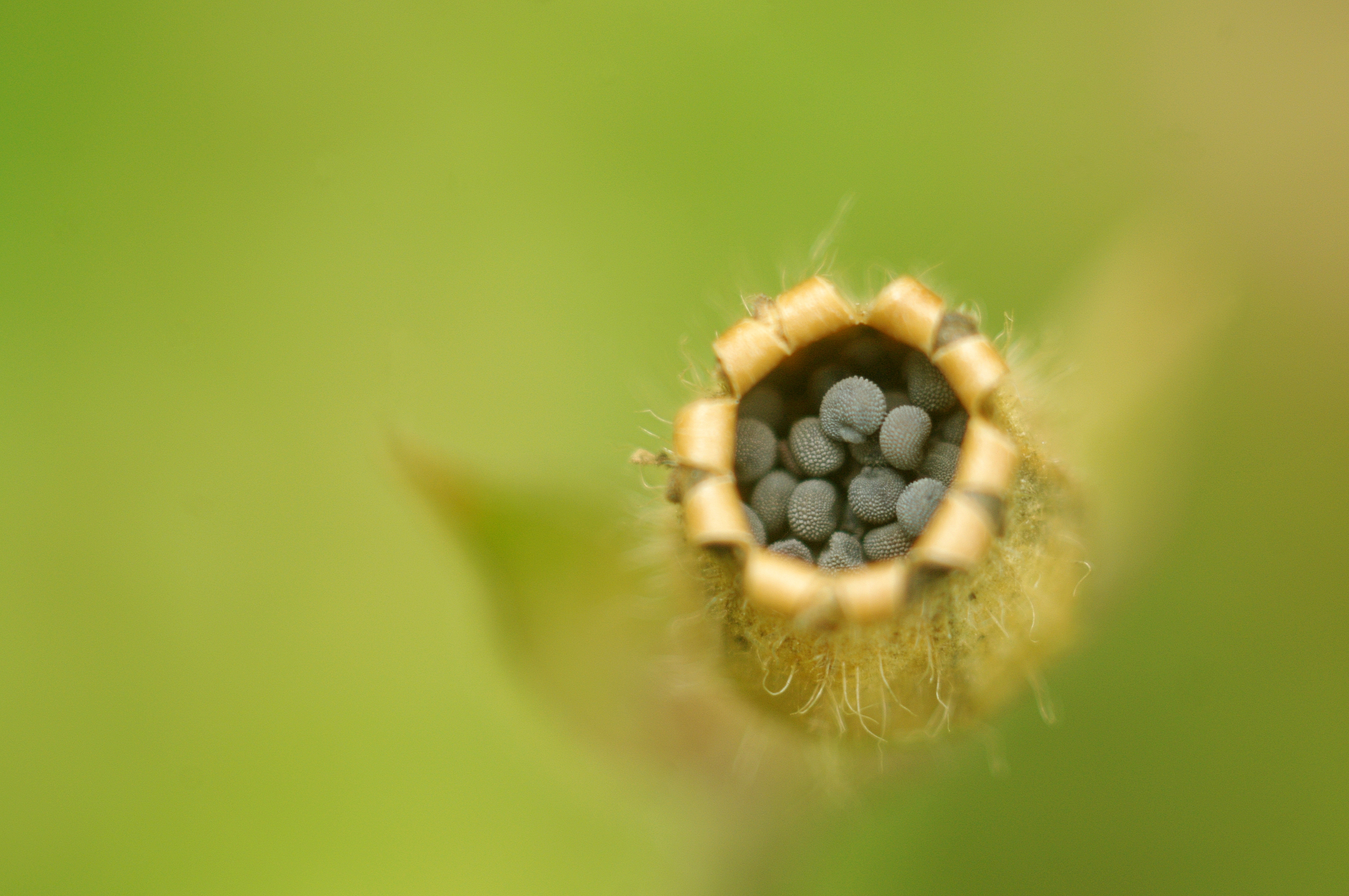
En mogen frukt har öppnat sig med 10 flikar, och visar de många gråsvarta fröna.
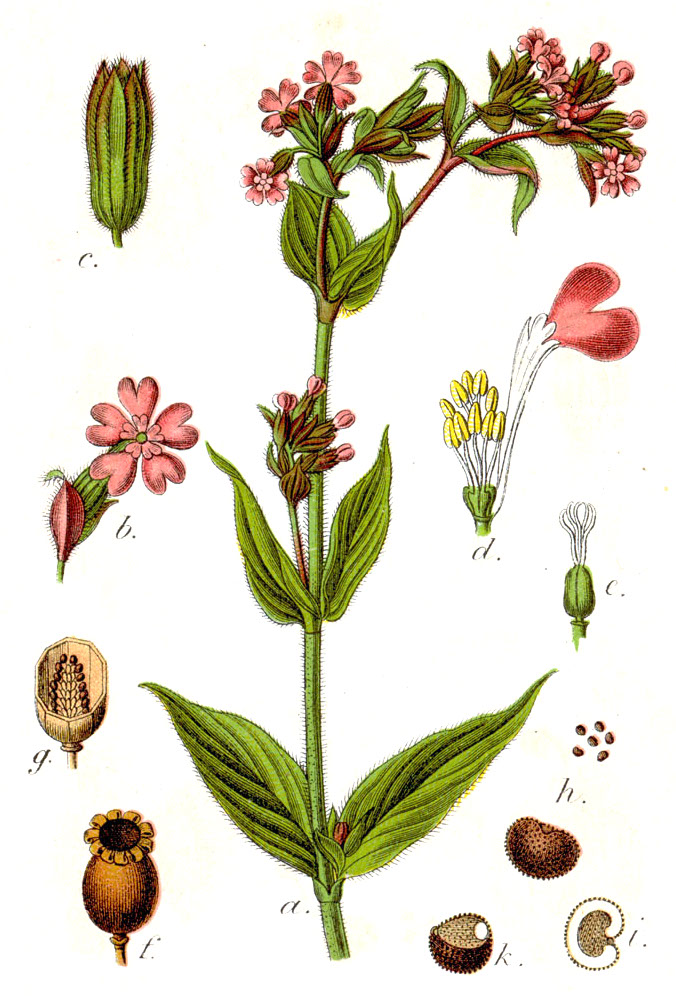
Från Johann Georg Sturm: Deutschlands Flora in Abbildungen. Illustratör Jacob Sturm